# Avvelenamento di acque o di sostanze alimentari
L'avvelenamento di acque o di sostanze alimentari è il delitto contro l'incolumità pubblica descritto nell'articolo 439 del codice penale italiano.
Quindi se non si ha morte di persone il delitto è considerato di pericolo in quanto il soggetto non ha per la legge come obiettivo primario quello di portare a morte delle persone, se però ciò accade si applica l'ergastolo.
| Controllo di autorità | Thesaurus BNCF 15080 |